# Herbert Bösch
Herbert Bösch (n. 11 septembrie 1954, Feldkirch, Vorarlberg, Austria) este un om politic austriac membru al Parlamentului European în perioada 1999-2004 din partea Austriei. (SPÖ)
1. ↑  Deputații în Parlamentul European